# 이지보
이지보(李之甫, 생몰년 미상)는 고려시대 중기의 문신, 외척으로 본관은 인주(仁州)이다. 중서령 문하시중 이자연(李子淵)의 증손으로, 순경태후의 동기간이며 인종의 외삼촌이다. 이자겸의 난에 연좌되어 파직되었으나 뒤에 풀려난다.

## 생애
이자겸(李資謙)의 아들이며, 중서시랑 동중서문하평장사(中書侍郎同中書門下平章事) 김향(金珦)의 사위이다. 가문의 배경으로 힘입어 음서 제도로 출사하여 여러 벼슬을 거쳐 관직이 상서호부낭중 지다방사(尙書戶部郎中知茶房事)에 이르렀다. 1126년(인종 4) 지녹연(智祿延)과 오탁(吳卓) 등과 함께 이자겸을 제거하려다 결국 실패하고 말았는데, 이때 그는 이자겸의 명령을 받고 지녹연과 관련자들을 붙잡아 순천관(順川館)에서 고문하여 거의 죽음에 이르도록 하였다.
이해 척준경(拓俊京)이 이자겸 일당을 제거할 때 연좌되어 삼척에 유배당하였다. 그 뒤 1129년 인종이 서경에서 돌아와 전국에 사면령을 내렸는데, 이때 이자겸의 난 관련자들을 모두 석방하면서 그도 석방되어 모든 형제들과 함께 편리한 데로 한곳에 모여 살도록 허락해주어, 풀려났다.

## 같이 보기
- 이자겸
- 이자겸의 난
- 척준경
- 이지미

1. ↑  출처:https://m.blog.naver.com/ko2026007/223109362496